# Mezei Péter (színigazgató)
Mezei Péter, Mézner (Nagybánya, 1844 – Szeged, 1911. február 22.) színész, színigazgató.

## Életútja
Apja Mézner István aranyműves volt, fiát papnak szánta. Négy gimnáziumi osztály elvégzése után elment Szatmárra, hogy a konviktusba beiratkozzék, de útközben, amint a szatmári piacon egy kötéljáró produkcióját nézegette, ellopták zsebéből az iratait. Közben az utcasarkokon észrevette Fehér Károly igazgató színlapjait, felkereste egy régi színészismerősét, Hidassy Eleket és az ő közbenjárásával felvétette magát a társulat kötelékébe, előbb súgói minőségben, de mivel más téren nem foglalkoztatták, 1859. január 2-án megszökött a társulattól és elment Nagy Mihály társulatához, Erzsébetvárosra, ahol január 17-én Falvi Endre orvost játszotta az Ő nem féltékeny című vígjátékban. Ez volt az első színpadi szereplése.
A többi igazgatói ezek voltak: Bogdán Lajos, Futó János, Gerő Jakab, Nyiry György, Hubay Gusztáv, Demjén Károly, Kétszery József, Jakab Lajos, Molnár György, Kocsisovszky Jusztin, Bercsényi Béla, Csaby Imre, Krecsányi Ignác, Lászy Vilmos, Völgyi György, Mosonyi Károly, Temesváry Lajos, Vezéry Ödön, Aradi Gerő, Károlyi Lajos, Csóka Sándor, Feleky Miklós, Mészáros Kálmán, Komjáthy János, Makó Lajos, Leszkay András stb.
1877 tavaszától 1878 tavaszáig színigazgató volt (Cegléd, Tápiószele, Jászberény, Debrecen). 1882. május 23-án a Népszínházban vendégszerepelt, a Cornevillei harangokban Gáspár szerepében, ahol sikert ért el, úgyhogy 1883. március elején ide szerződtették és mint ilyen, április 10-én mutatkozott be az Üdvöske című operett Rokkó bérlő szerepében. 1887-ben megvált a színészettől és a várhegyi gőzsikló pénztárosa lett, azonban bohém természete egy év múlva visszatérítette a színészethez. 1891. január 8-án Szegeden a Nagyapóban megülte 30 éves jubileumát, majd 1909. január 18-án 50 éves jubileumát tartotta, ugyancsak a Nagyapóban, Apponyi Albert gróf közoktatásügyi miniszter táviratban elismerését fejezte ki. Halálát függőér (aorta)-tágulat okozta.
Hosszú pályafutása alatt mindenféle szerepkört töltött be; volt hős, intrikus, jellem, drámai és kedélyes apa, pedáns komikus. Szerepeit mindig maga másolta le, egész könyvtárra való volt belőle. Híres volt színlapgyűjteményéről is, melyből 26.650 darabot gyűjtött össze. Összes föllépteinek száma 10632. 
Constantin abbé, Képzelt beteg, Csikós, Nagyapó, Peták káplár, Borbócs, Lengyel zsidó, XI. Lajos, Lebonnard apó, Bourganeuff (Válás után), Wurm (Ármány és szerelem), Coquardier (Durand), Tiborc stb.
Neje Ajtai Lilla, színésznő, született 1844-ben, Marosvásárhelyen, színpadra lépett 1864. január 5-én, Székelyudvarhelyen, Hubay Gusztávnál. Meghalt 1884. szeptember 2-án, Budapesten.

## Fontosabb szerepei
- Geier Jeremiás (Suppé: A pajkos diákok)
- Charbonneaux (Bisson: Hálókocsik őre)
- Sugár Mihály (Szigligeti E.: A vén bakancsos és fia, a huszár)

## Működési adatai
1866–67: Kocsisovszky Jusztin; 1867–69: Budai Népszínház; 1869–70: Győr; 1870–71, 1873–74, 1876–77: Kecskemét; 1871–72: Miskolc; 1872–73, 1874–75: Szabadka; 1879–80: Székesfehérvár; 1880–82, 1888–89, 1899–1902: Arad; 1886–87: Temesvár, Sopron; 1888–89, 1890–92, 1895–99, 1902–09: Szeged.